# (6772) 1988 BG4
A (6772) 1988 BG4 a Naprendszer kisbolygóövében található aszteroida. Henri Debehogne fedezte fel 1988. január 20-án.